# Homo rudolfensis
Homo rudolfensis – gatunek kopalnego hominida, przedstawiciela rodzaju Homo z Afryki Wschodniej, 1,78–1,95 mln lat temu.
Skamieniała czaszka (o numerze katalogowym KNM-ER 1470) została znaleziona w 1972 roku w Koobi Fora, na wschodnim wybrzeżu Jeziora Turkana w Kenii, przez Bernarda Ngeneo z zespołu badawczego Richarda Leakeya i jego żony Meave Leakey. Była ona przedmiotem licznych kontrowersji. Początkowo uważano, że należy ona do przedstawiciela Homo habilis, jednak ze względu na stosunkowo duży mózg w 1986 roku radziecki antropolog Walerij Aleksiejew zaproponował wprowadzenie nowego gatunku hominidów nazwanych potem Homo rudolfensis. W 2007 roku przeprowadzono rekonstrukcję czaszki KNM ER 1470, weryfikując m.in. objętość mózgu: początkowo ocenioną na ok. 752 cm³, wówczas stwierdzono, że wynosiła ok. 526 cm³.
W sierpniu 2012 Meave Leakey z zespołem opublikowała w „Nature” informację o odkryciu kolejnych szczątków Homo rudolfensis. Odkrycie to wsparło tezę, że mógł on być odrębnym gatunkiem.